# Mimodesisa affinis
Mimodesisa affinis là một loài bọ cánh cứng trong họ Cerambycidae.